# Couvent des Capucins de Crest
Pour les articles homonymes, voir Couvent des Capucins.
Le couvent des Capucins de Crest est un couvent situé à Crest dans la Drôme qui a accueilli une communauté de frères mineurs capucins de manière discontinue entre 1609 à 2022. 

## Historique
Les capucins s'installent sur les lieux d'un ancien prieuré bénédictin en 1609. Douze capucins y vivent une vie contemplative, ponctuée aussi d'études et de prédications alentour, prenant bientôt en charge le collège de garçons de Crest. Les frères soignent les victimes d'une épidémie de peste qui frappe la ville en 1628 et tue un tiers de sa population.
Le couvent est agrandi et surélevé au milieu du XVIIe siècle et les moines ouvrent une école pour garçons en 1682 qu'ils maintiennent jusqu'en 1712. La communauté est supprimée par la Révolution française et le couvent confisqué par la ville en 1791 qui le vend deux ans plus tard comme bien national. L'ordre récupère son couvent en 1806 et y ouvre un grand séminaire qui connait une belle fréquentation, nécessitant des travaux d'agrandissement du couvent. 
Sous la Troisième République, la loi de 1880 expulsant les congrégations puis celle de 1903 contraignent les capucins à quitter le couvent. Le bâtiment, acquis par le département, est transformé en caserne de gendarmerie. De 1915 à 1919, le couvent est utilisé comme camp d'internement pour des tziganes originaire d'Alsace-Lorraine qui accueille jusque 160 personnes, essentiellement des enfants. 
Les franciscains rachètent leur couvent en 1920, dont ils font un noviciat de formation pour leurs fondations de Syrie et d'Afrique centrale (notamment dans l'actuel Tchad et l'actuelle Centrafrique). L'ancien évêque de Toronto, Mgr Armand-François-Marie de Charbonnel (1802-1891), y a terminé ses jours et est enterré à l'église. L'abbé Pierre y a passé sept années à partir de 1932, sous le nom de frère Philippe. 
En 2011, la petite communauté, constituée de dix frères, est organisée en communauté de frères retraités. En novembre 2021, l'évêque de Valence Pierre-Yves Michel annonce la fermeture au moins provisoire du couvent dont la communauté a été affectée par cinq décès lors de la pandémie de Covid-19. Les derniers capucins quittent les lieux en juin 2022.

## Source
- (en) Cet article est partiellement ou en totalité issu de l’article de Wikipédia en anglais intitulé « Capuchin Friary, Crest » (voir la liste des auteurs).